# Колл-центр (телесериал)
«Колл-центр» — российский телесериал производства компании Premier Studios, созданный Наташей Меркуловой и Алексеем Чуповым.
В сентябре 2019 года сериал стал обладателем приза II Фестиваля телесериалов «Пилот» в номинации «Лучший сценарий пилота телевизионного сериала».
Премьера состоялась 23 марта 2020 года на телеканале «ТНТ» и видеосервисе Premier. В эфире канала ТНТ выходила версия 16+, а версия 18+ размещалась на видеосервисе Premier. Заключительная серия вышла 2 апреля 2020 года.

## Сюжет
12 сотрудников офиса колл-центра интернет-магазина «Бутик для взрослых» оказываются заперты на 12-м этаже московского бизнес-центра Gloria Plaza. Внезапно с ними связываются злоумышленники, называющие себя «мамой» и «папой». Они сообщают, что помещение заминировано. Для того, чтобы бомба не взорвалась раньше срока, работники обязаны выполнять требования преступников. Удастся ли заложникам обезвредить бомбу за 8 часов и спастись, но при этом остаться людьми?

## Персонажи

### В главных ролях
| Актёр              | Роль |
| ------------------ | --- |
| Павел Табаков      | Кирилл Романчук оператор колл-центра, бывший студент медвуза, любит бывшую девушку Катю                  |
| Юлия Хлынина       | Катя оператор колл-центра, бывшая девушка Кирилла, девушка Дениса Викторовича                            |
| Владимир Яглыч     | Денис Викторович начальник колл-центра, молодой человек Кати                                             |
| Полина Пушкарук    | Лиза Некрасова оператор колл-центра, бывшая пленница ИГИЛ и неудавшаяся смертница, тайная любовница Жени |
| Сабина Ахмедова    | Джемма уборщица колл-центра, гастарбайтер из Средней Азии, борется за спасение больной дочери Шаны       |
| Леван Хурция       | Давид курьер службы доставки «Сокол», делает всё для освобождения сына Левана                            |
| Ольга Веникова     | Яна оператор колл-центра, миловидная, но легкомысленная и стервозная девушка, подруга Сони               |
| Никита Тарасов     | Женя оператор колл-центра, отец четверых детей в разводе, тайный любовник Лизы                           |
| Зоя Кайдановская   | Галина Алексеевна Майзель оператор колл-центра, психически больна, страдает галлюцинациями               |
| Аскар Нигамедзянов | Павлик Борисов стажёр колл-центра, помощник «мамы» и «папы»                                              |
| Егор Шереметьев    | Виталик оператор колл-центра, тайно влюблён в Яну                                                        |
| Алиса Сельникова   | Соня оператор колл-центра, подруга Яны, тайно влюблена в неё                                             |

### В ролях
| Актёр                             | Роль                                                                                    |
| --------------------------------- | --------------------------------------------------------------------------------------- |
| Ольга Лапшина (2 серия)           | Светлана Васильевна мама Лизы, продавец в церковной лавке                               |
| Никита Павленко (2 серия)         | Мурат парень Лизы в Стамбуле, вербовщик ИГИЛ                                            |
| Елена Полякова (3 серия)          | Надя жена Давида, мама Левана                                                           |
| Тамирлан Асанбеков (3 серия)      | Леван сын Давида и Нади                                                                 |
| Владислав Ташбулатов (3, 8 серии) | Курьер (Тренер) помощник «мамы» и «папы»                                                |
| Дмитрий Куличков (4 серия)        | Сергей сутенёр Джеммы                                                                   |
| Мадлен Джабраилова (4 серия)      | мать Джеммы                                                                             |
| Ксения Кеосаян (4, 8 серии)       | Шана дочь Джеммы                                                                        |
| Никита Кукушкин (4 серия)         | клиент Джеммы                                                                           |
| Григорий Калинин (5 серия)        | Андрей Чистяков психиатр, сын Галины Алексеевны                                         |
| Анна Шепелева (5 серия)           | Рита жена Андрея, невестка Галины Алексеевны                                            |
| Алексей Беляев (5 серия)          | Вадик сын Андрея и Риты, внук Галины Алексеевны                                         |
| Стася Милославская (6 серия)      | Оля девушка Кирилла                                                                     |
| Игорь Савочкин (6 серия)          | лодочник                                                                                |
| Анатолий Белый (7, 8 серии)       | Игорь Маркович Зуев подполковник ФСБ, биологический отец Кати                           |
| Екатерина Волкова (7 серия)       | Тома мама Кати                                                                          |
| Наталья Кудряшова (7 серия)       | Татьяна Зуева кулинарный видеоблогер, жена Игоря                                        |
| Максим Пинскер (7, 8 серии)       | Геннадий Иванович генерал ФСБ, отец Татьяны                                             |
| Виктория Толстоганова (8 серия)   | Глория Полянская «мама» и «папа» в одном лице, вдова олигарха, владелица «Gloria Plaza» |
| Александр Робак (8 серия)         | Максим Валерьевич (Батя) биологический отец Павлика                                     |
| Валентин Самохин (8 серия)        | профессор театрального института помощник «мамы» и «папы»                               |
| Наталья Иохвидова (8 серия)       | мать Павлика                                                                            |
| Михаил Панюков (8 серия)          | отец Павлика                                                                            |
| Владимир Малков (8 серия)         | Феликс Полянский олигарх                                                                |

## Создание
По словам Меркуловой и Чупова, референсом для «Колл-центра» стал сериал «Остаться в живых», в котором история центрального героя серии была показана в виде флешбеков. Также они вдохновлялись сериалом «Чёрное зеркало», в котором каждая серия — это новый жанр. По словам Меркуловой, вторая серия (история Лизы) была написана специально для актрисы Полины Пушкарук.
Сериал снимался в деловом центре Matrex в Сколково.
12 октября 2020 года продюсер сериала Евгений Никишов заявил о продлении сериала на второй сезон. Планировалось, что сериал будет произведён в 2022 году, но продолжения так и не состоялось.

## Список эпизодов
| Сезон | Сезон | Кол-во серий | Премьера сезона | Финал сезона  |
| ----- | ----- | ------------ | --------------- | ------------- |
|       | 1     | 8            | 23 марта 2020   | 2 апреля 2020 |

| № серии | Дата выхода серии | Описание серии |
| ------- | ----------------- | --- |
| 1       | 23.03.2020        | Кирилл приезжает на работу в колл-центр и узнаёт, что его девушка Катя расстаётся с ним и уходит к их начальнику Денису Викторовичу. Кирилл объявляет коллегам о своём увольнении. Перед этим ему поручено обучить стажёра Павлика новым обязанностям. Внезапно Кирилл получает телефонный звонок от неизвестных, которые сообщают о заложенной в офисе бомбе. Неизвестные называют себя «мамой» и «папой».                                  |
| 2       | 24.03.2020        | Лиза вспоминает события своего прошлого. После смерти отца её мать становится крайне набожным человеком. Лиза живёт под жёстким контролем своей матери и вместе с ней работает в церковной лавке. Тем не менее, она уже полгода ведёт переписку с молодым мусульманином Муратом, переехавшим из России в Турцию. Эти недолгие отношения навсегда переворачивают жизнь Лизы.                                                                  |
| 3       | 25.03.2020        | История Давида, который раньше занимал руководящую должность в крупной строительной компании, а сейчас работает курьером. В один из дней сына Давида Левана похищают неизвестные. Они связываются с Давидом и шантажируют его, и теперь он вынужден пойти на все их условия. В тот день, когда Давид пришёл в колл-центр, он получил новый заказ, который обязательно должен выполнить до конца дня.                                         |
| 4       | 26.03.2020        | История уборщицы Джеммы, которая хочет спасти больную дочь Шану, нуждающуюся в пересадке почки. Чтобы заработать деньги на пересадку для Шаны, она становится проституткой для «особых клиентов», которых не интересуют сексуальные услуги. А в офисе «мама» и «папа» объявляют, что они могут освободить одного из заложников, который, однако, должен покинуть офис через вентиляционную шахту.                                            |
| 5       | 30.03.2020        | История Галины Алексеевны, которая в прошлом была женой и помощницей профессора, исследовавшего улиток. После смерти мужа Галина Алексеевна сходит с ума и начинает считать себя улиткой. Сын женщины, психиатр Андрей, обнаруживает её в психиатрической больнице и решает забрать её к себе домой. Пребывание Галины в доме Андрея превращает жизнь его семьи в ад. А в офисе «мама» и «папа» предлагают заложникам сыграть в «Бутылочку». |
| 6       | 31.03.2020        | История Кирилла, который два года назад поехал со своей девушкой Олей на Донбасс, чтобы навестить там её бабушку. Вместо этого пара неожиданно оказывается в эпицентре военных событий. В колл-центре после случившейся стрельбы Кирилл пытается спасти раненых, которые остались в живых. Бывший студент медицинского вуза пытается провести сложную операцию одному из пострадавших.                                                       |
| 7       | 01.04.2020        | История Кати, отец которой покончил жизнь самоубийством, повесившись на балконе. После похорон отца девушка узнаёт, что её мать изменяла её отцу с бывшим одноклассником Игорем Зуевым, женатым полковником ФСБ. Катя считает, что это мать довела её отца до самоубийства, и планирует отомстить. Девушка просит Кирилла помочь ей осуществить задуманное, но он отказывается. Тогда на помощь Кате приходит Денис Викторович.              |
| 8       | 02.04.2020        | Стажёр Павлик, который потерял сознание во время стрельбы в колл-центре, начинает что-то бессвязно бормотать, привлекая к себе внимание остальных заложников. Когда он приходит в себя, стажёра допрашивают, и выясняется, что он не тот, за кого себя выдавал. |